# 青冈县
青冈县是黑龙江省绥化市下辖的一个县。縣人民政府駐青岡鎮。

## 行政区划
青冈县下辖12个镇、3个乡：
青冈镇、中和镇、祯祥镇、兴华镇、永丰镇、芦河镇、民政镇、柞岗镇、劳动镇、迎春镇、德胜镇、昌盛镇、建设乡、新村乡、连丰乡、青冈县林场、青冈县互利营林站、青冈县果树场、青冈县种马场、青冈县种羊场和青冈县原种场。

## 人口
根據第七次人口普查數據，截至2020年11月1日零時，青岡縣常住人口為287557人。

## 交通
- 202国道过境。